# Hall (Gemeinde Admont)
Hall, auch Hall bei Admont, ist eine ehemalige Gemeinde mit 1744 Einwohnern (Stand 1. Jänner 2014) in der Steiermark im Gerichtsbezirk bzw. Bezirk Liezen. Seit 2015 ist sie im Rahmen der steiermärkischen Gemeindestrukturreform mit den Gemeinden Admont, Johnsbach und Weng im Gesäuse unter dem Namen Admont zusammengeschlossen.

## Lage

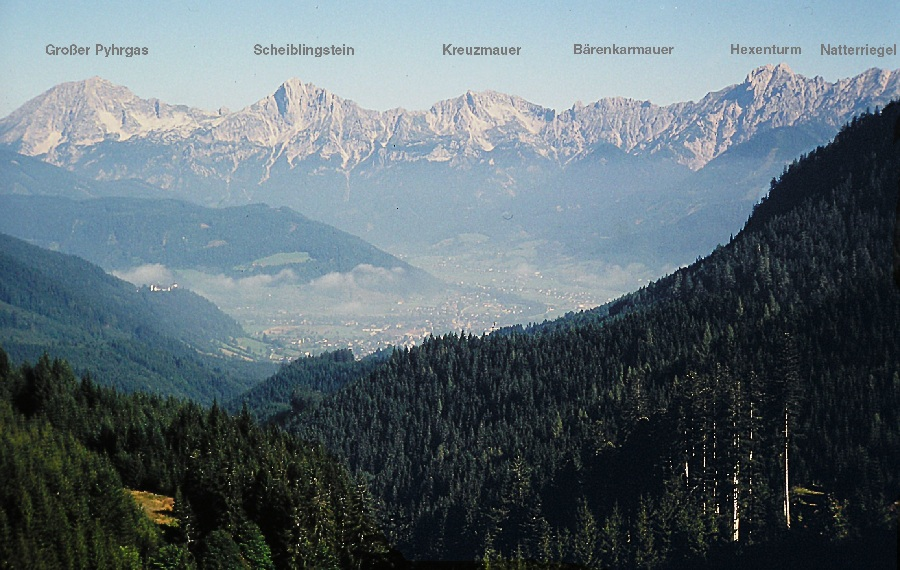
Admont und Hall vor den Haller Mauern

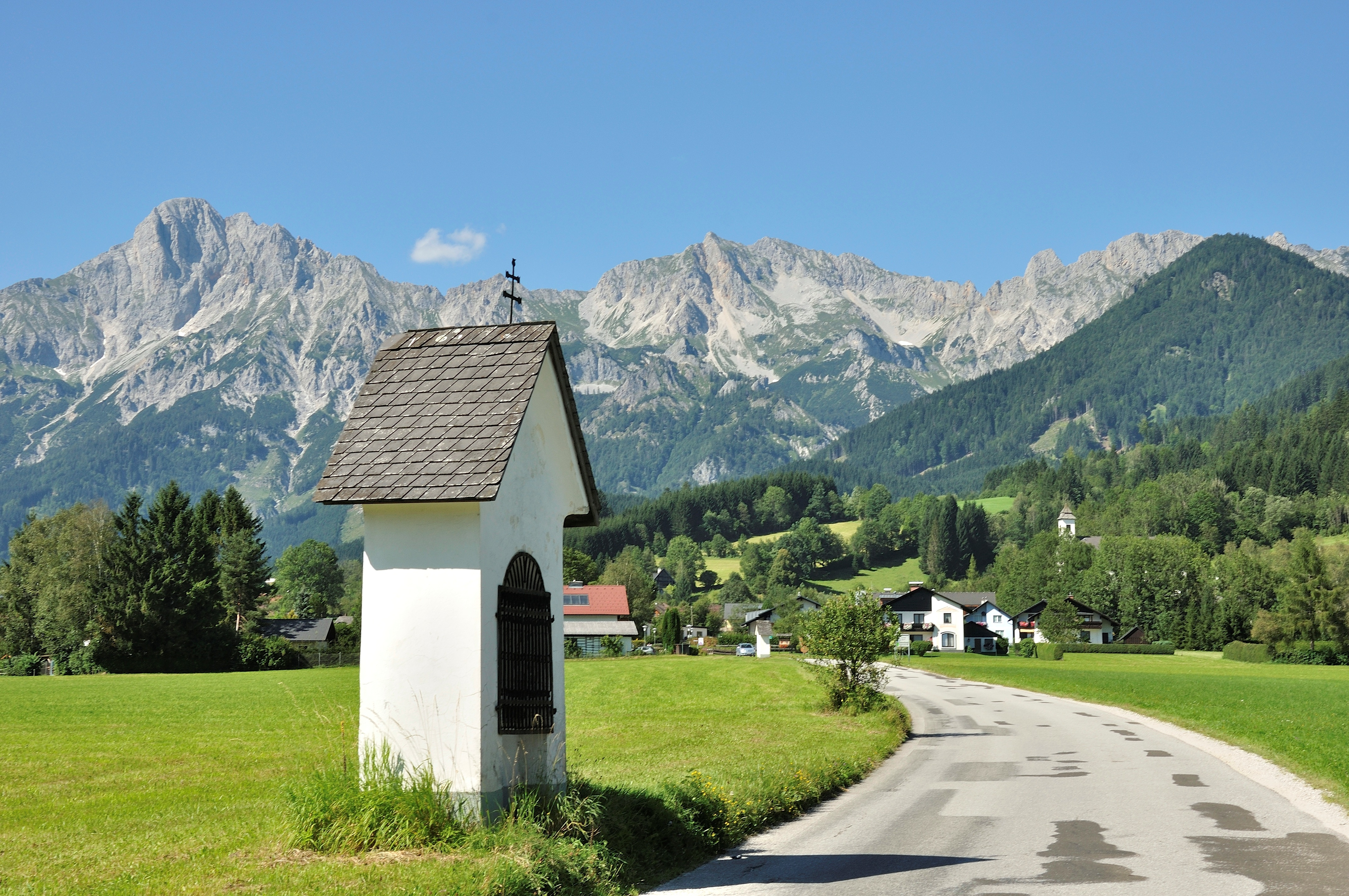
Hall und die Haller Mauern

Der Ortsteil Hall hat eine Fläche von 50,73 km² und liegt am Fuße der Haller Mauern, am linken Ennsufer, genau gegenüber von Admont.

## Geschichte
Hall gilt als älteste Salzquelle der Steiermark (urkundlich 931 erwähnt), ein typischer Hall-Name der Salzgewinnung. Die Salinen waren bis 1543 in Betrieb.

## Wappen
Blasonierung (Wappenbeschreibung):
„Unter rotem Schildhaupt balkenweise drei goldene Salzkufen in Schwarz.“
Die Verleihung des Gemeindewappens erfolgte mit Wirkung vom 1. Jänner 1984.

## Politik
Der ehemalige Gemeinderat hatte 15 Mitglieder.
- Mit den Gemeinderatswahlen in der Steiermark 2000 hatte der Gemeinderat folgende Verteilung: 7 SPÖ, 6 ÖVP, 1 Grüne, und 1 FPÖ.
- Mit den Gemeinderatswahlen in der Steiermark 2005 hatte der Gemeinderat folgende Verteilung: 9 SPÖ, 2 ÖVP, 2 Grüne, und 1 FPÖ.
- Mit den Gemeinderatswahlen in der Steiermark 2010 hatte der Gemeinderat folgende Verteilung: 10 SPÖ, 2 ÖVP, 2 FPÖ, und 1 Grüne.

Bürgermeister
- 1998–2004 Peter Karius (SPÖ)
- 2004–2014 Hermann Watzl (SPÖ), in Folge Bürgermeister von Admont[3]

## Kultur und Sehenswürdigkeiten

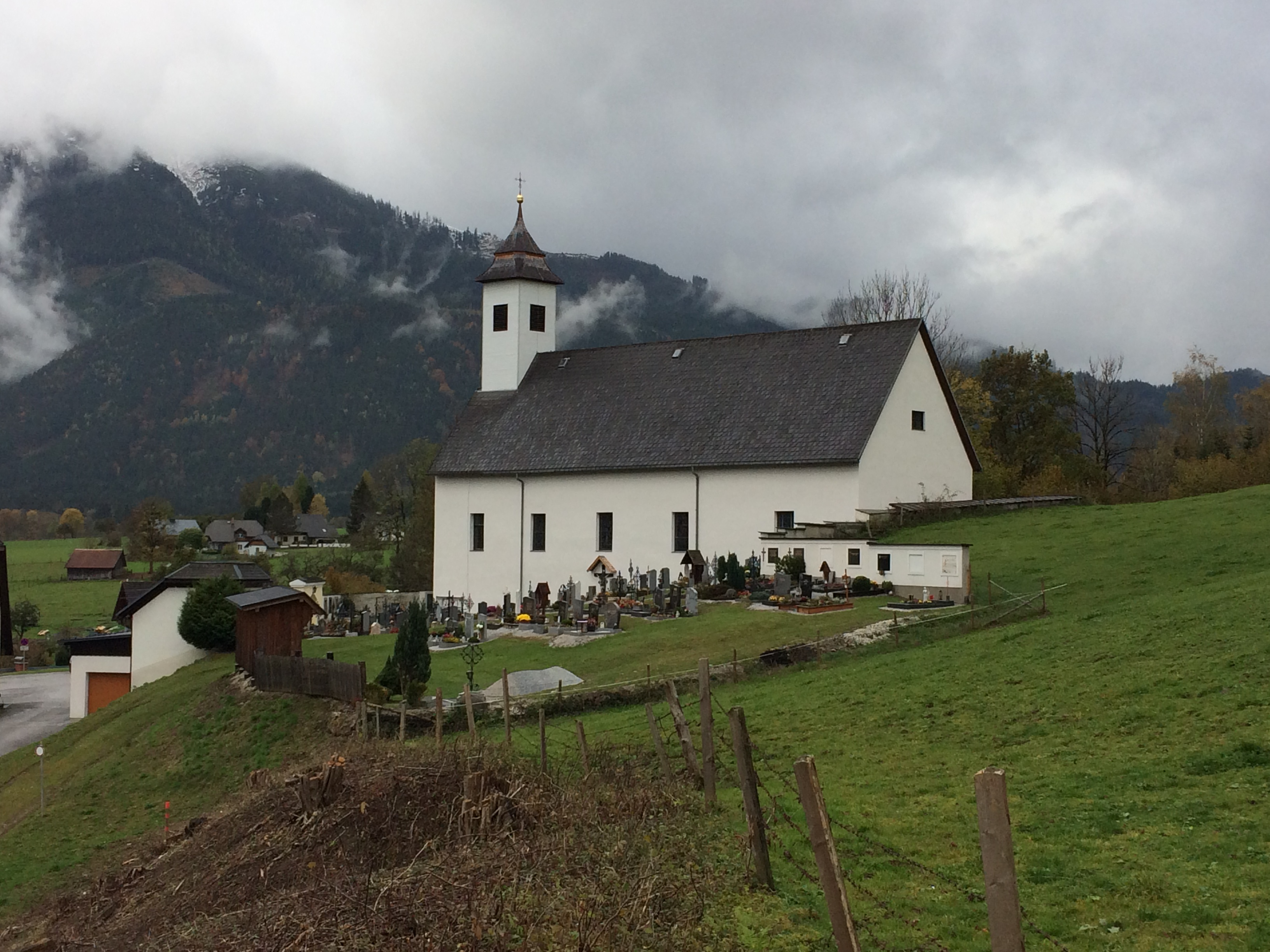
Pfarrkirche Hall bei Admont

- Katholische Pfarrkirche Hall bei Admont Zum Heiligen Kreuz

## Bildung
- Landwirtschaftliche Berufsschule Grabnerhof[4]

## Persönlichkeiten
- Siegfried Eberdorfer (1927–1977), Landwirt, Funktionär, Politiker, Mitglied des Bundesrates und des Landtages
- Hans Kronberger (1951–2018), Sachbuchautor und Politiker
- Mario Rom (* 1990), Jazzmusiker
- Lambert Schönleitner (* 1970), Unternehmer und Politiker, von 1995 bis 2008 im Gemeinderat von Hall bei Admont
- Martha Wölger (1920–1992), Mundartdichterin